# Samir Avdić
Samir Avdic, (nacido el 21 de marzo de 1967 en Sarajevo, Bosnia y Herzegovina) es un exjugador de baloncesto bosnio. Con 2.05 de estatura, su puesto natural en la cancha era el de alero. 

## Trayectoria
- KK Bosna Sarajevo (1989-1993)
- CB Málaga (1993-1994)
- Melilla Baloncesto (1994-1995)
- PTT Ankara (1995-1996)
- Tofas Bursa (1996-1998)
- Tuborg Izmir (1998-1999)